# Margrit Läubli

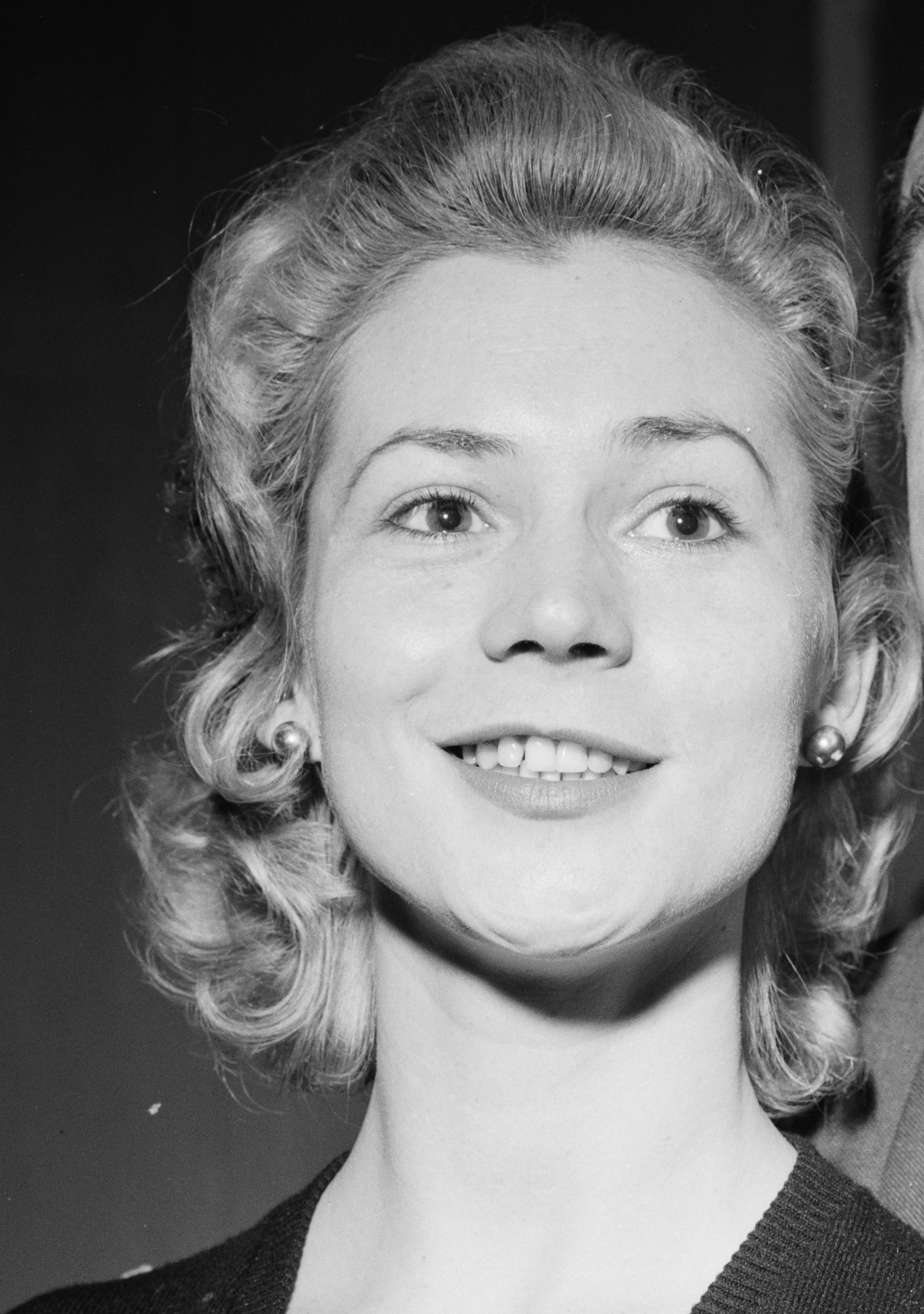
Margrit Läubli (1957)

Margrit Läubli (* 3. April 1928 in Zürich) ist eine Schweizer Tänzerin, Schauspielerin und Kabarettistin.

## Leben und Werk

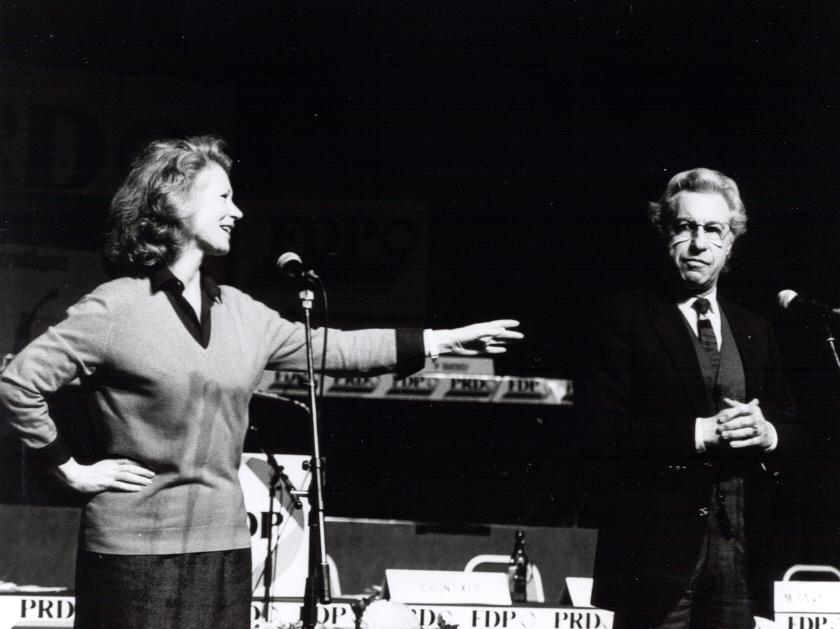
Margrit Läubli und César Keiser (1986)

Nach einer Ballettausbildung am Zürcher Opernhaus war sie erst Mitglied des Cabaret Cornichon, dann des Cabaret Fédéral. Zudem wirkte sie als Schauspielerin in Spielfilmen mit und arbeitete als Fotomodell auf Laufsteg und in der Werbung. 
1956 heiratete sie César Keiser. Das Ehepaar hat zwei Söhne, Lorenz (* 1959), der auch als Kabarettist auftritt, und Mathis (* 1958). Seit 1962 traten César Keiser und Margrit Läubli gemeinsam in eigenen Cabaret-Produktionen auf. 1990 erhielten Läubli und Keiser den grossen Cornichon-Preis der Oltner Kabarett-Tage, 1999 den Salzburger Ehren-Stier in Leipzig, 2003 den Ehren-Prix Walo der Show-Szene Schweiz für ihr Lebenswerk.
Seit 2010 lebte sie bis zu dessen Tod 2021 mit dem Architekten Ernst Gisel zusammen.
Keiser-Läubli trat auch mit über 90 Jahren auf, Salome Müller besprach Keiser-Läublis Programm aus dem Jahr 2017 im Zürcher Tages-Anzeiger.

## Filmografie
- 1955: Hanussen
- 1961: Wenn Männer Schlange stehen (Chikita)
- 2005: Anjas Engel